# Экхаут, Гербранд Янс ван ден
Гербранд Янсон ван ден Экхаут или Гербрандт Янс ван ден Экхаут (нидерл. Gerbrand Janszoon van den Eeckhout; 19 августа 1621, Амстердам — 22 октября 1674, Амстердам) — голландский живописец и гравёр, мастер офорта, один из лучших учеников Рембрандта, близко подходивший к его произведениям в своих композициях и в колорите, но уступавший в отношении тонкости художественного чувства. Экхаут был необычайно многосторонним художником: писал картины исторического жанра, пейзажи и портреты. Он внёс значительный вклад в создание оригинального орнаментального искусства фламандского барокко, был «златокузнецом» (нем. Goldschmied), мастером чеканщиком и ювелиром. Он был также поэтом-любителем, коллекционером, консультантом в торговле произведениями искусства.

## Биография
Экхаут родился в семье ювелира Яна Питерсона ван ден Экхаута с улицы Калверстраат в Амстердаме. Его отец бежал из своего родного города Брюсселя из-за меннонитских убеждений и эмигрировал в Амстердам через Хертогенбос и Харлинген. Через два года после смерти матери Гербранда, Гритье Лейдекерс, его отец в 1633 году снова женился на Корнелии Дедель, дочери основателя Делфтской палаты Голландской Ост-Индской компании.
Из книги Арнольда Хоубракенa, автора знаменитых жизнеописаний нидерландских художников, известно, что Янс ван ден Экхаут был учеником Рембрандта. Соученик Фердинанда Бола, Николаса Маса и Говерта Флинка, он считался уступающим им в навыках и опыте; но вскоре он с таким успехом перенял манеру Рембрандта, что его картины стали путать с картинами самого мастера.
Он рано поступил в антверпенскую Гильдию Святого Луки. Экхаут поддерживал знакомства с поэтами и учеными. Его ценили как знатока искусства. Живописец и коллекционер Геррит ван Эйленбург использовал Экхаута в качестве консультанта при покупке и продаже картин и статуй.
Ван ден Эхаут не был женат, но с 1670 года жил с Марией ван Шильпероорт, вдовой своего брата, и её пятью детьми на Херенграхте, недалеко от Вийзельстраат. Гербранд ван Экхаут умер 26 сентября 1674 года и был похоронен через три дня в «Старой капелле» (Oudezijds Kapel) Амстердама.

## Творчество
Гербранд Экхаут писал портреты, бытовые сцены и, главным образом, исторические картины, из которых важнейшие — «Анна представляет своего сына Самуила священнику Илию» (в Лувре), «Отрок-Христос, беседующий с книжниками в храме» (в мюнхенской Пинакотеке), «Отдых на пути в Египет» и «Жертвоприношение Иеровоама в Вефиле» (и ещё шесть картин в санкт-петербургском Эрмитаже). Многие из написанных им портретов он собственноручно гравировал в технике офорта.
Экхаут с успехом создавал оригинальные рисунки для орнаментальных гравюр в стиле фламандского барокко. Как и фантастические композиции другого выдающегося нидерландского орнаменталиста Корнелиса Флориса де Вриндта, орнаменты Экхаута сродни итальянскому маньеризму, но его индивидуальный стиль неповторим. «Архитектурно-орнаментальный каркас» его декоративных композиций симметричен, но служит основой для причудливых переплетений гротесков и бандельверков. Наряду с Флорисом и Адамом ван Вианеном Гербранд Экхаут считается если не изобретателем то распространителем необычных орнаментов кнорпельверка и ормушля. Композиции художника нашли применение в творчестве многих гравёров, ювелиров и златокузнецов (нем. Goldschmied), главным образом в Нидерландах и Германии.
Экхаут прославился изготовлением кувшинов и тарелей на высоком подножии из позолоченного серебра с рельефным чеканным декором по мотивам собственных гравюр. Стилю этих изделий близки произведения Яна Лутмы Младшего.

## Галерея картин

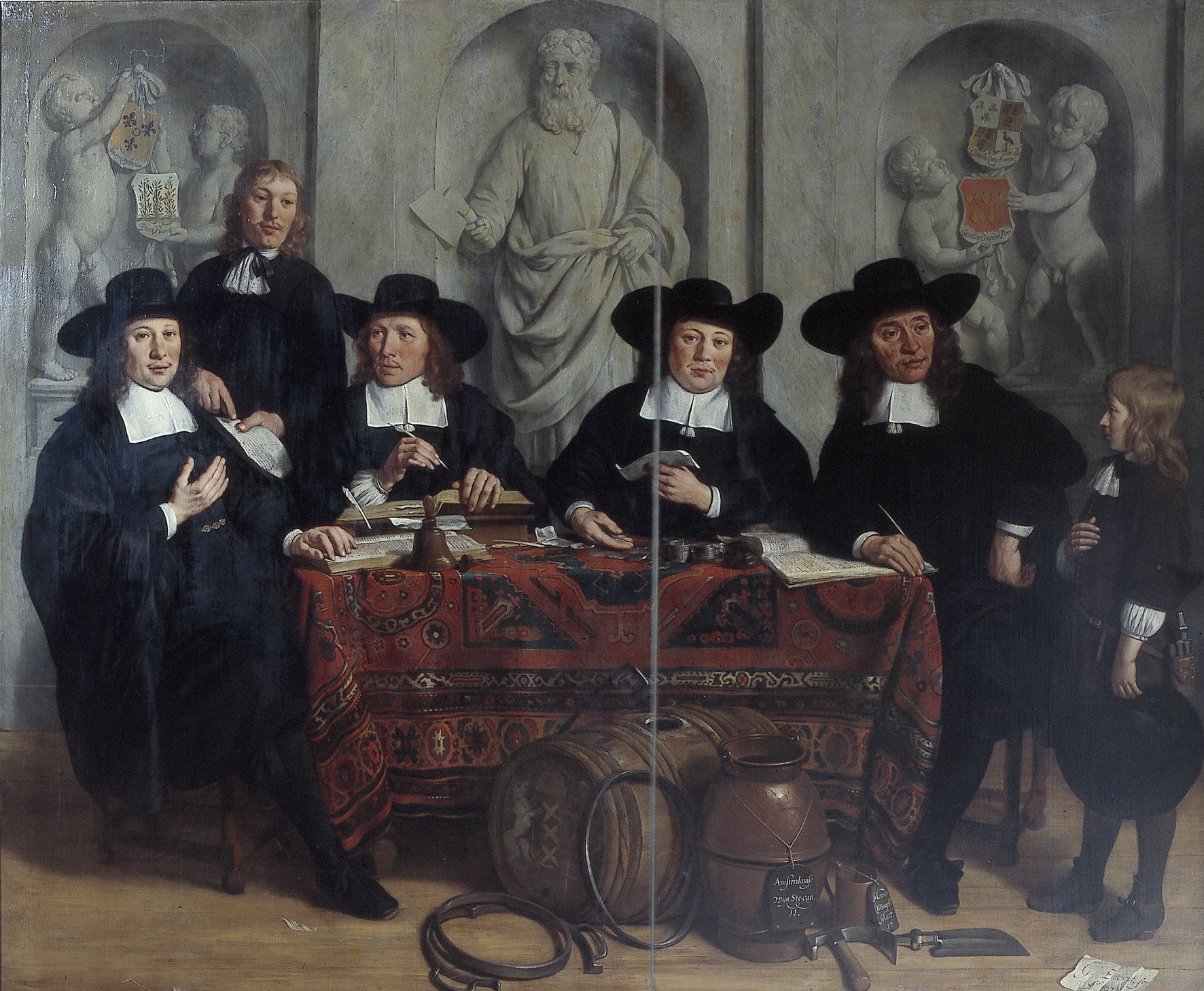
Старшины гильдии бондарей и виноделов. 1673. Холст, масло. Исторический музей, Амстердам
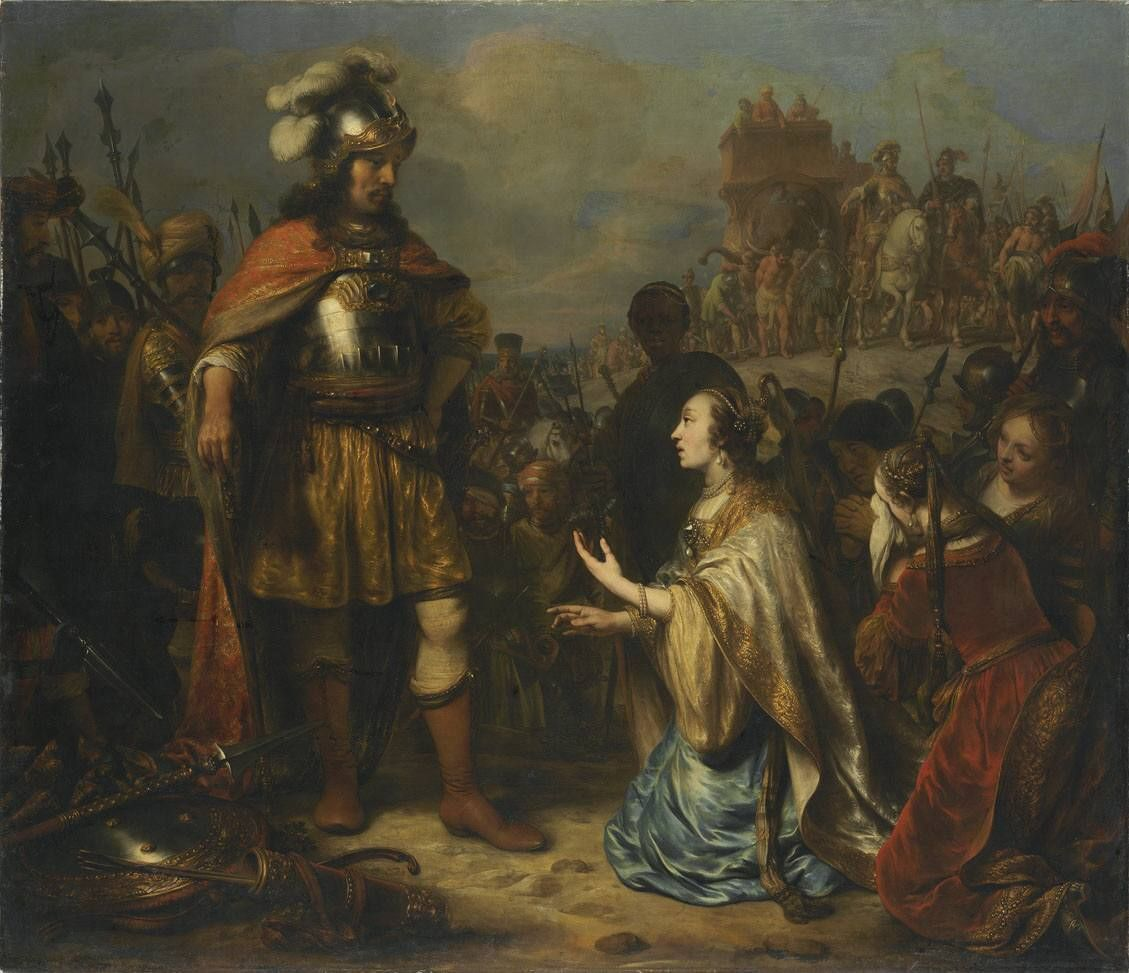
Александр и женщины Дария. Между 1662 и 1665. Холст, масло. Баварские государственные собрания картин, Мюнхен
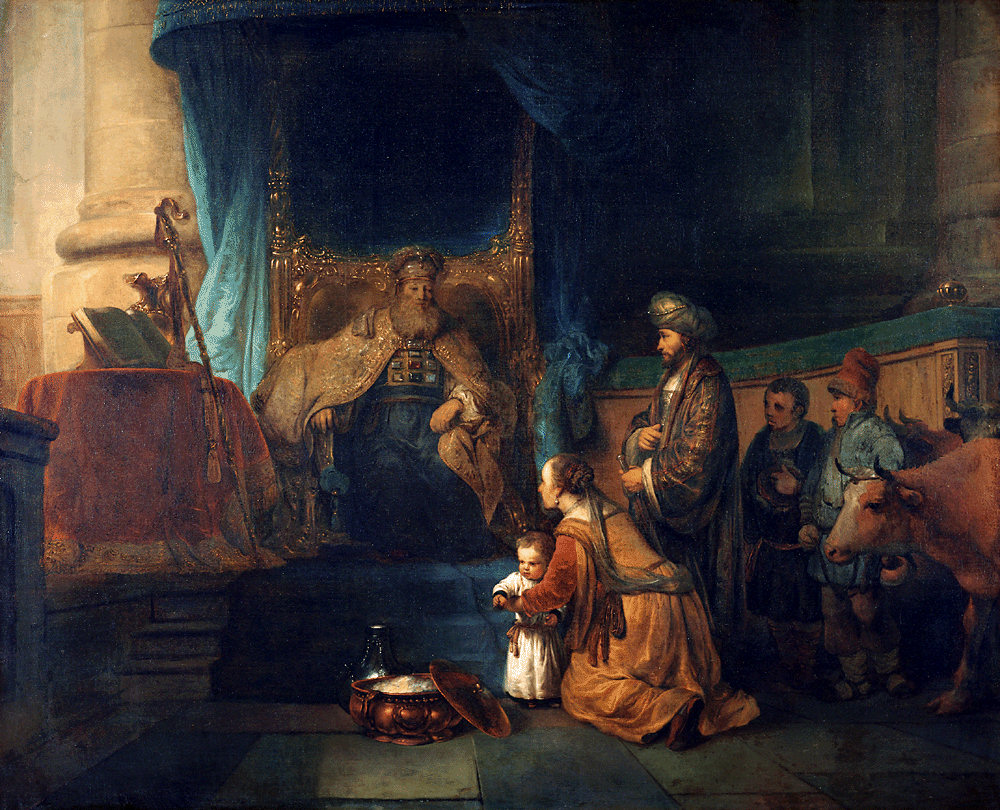
Анна представляет своего сына Самуила священнику Илию. Ок. 1665. Дерево, масло. Лувр, Париж
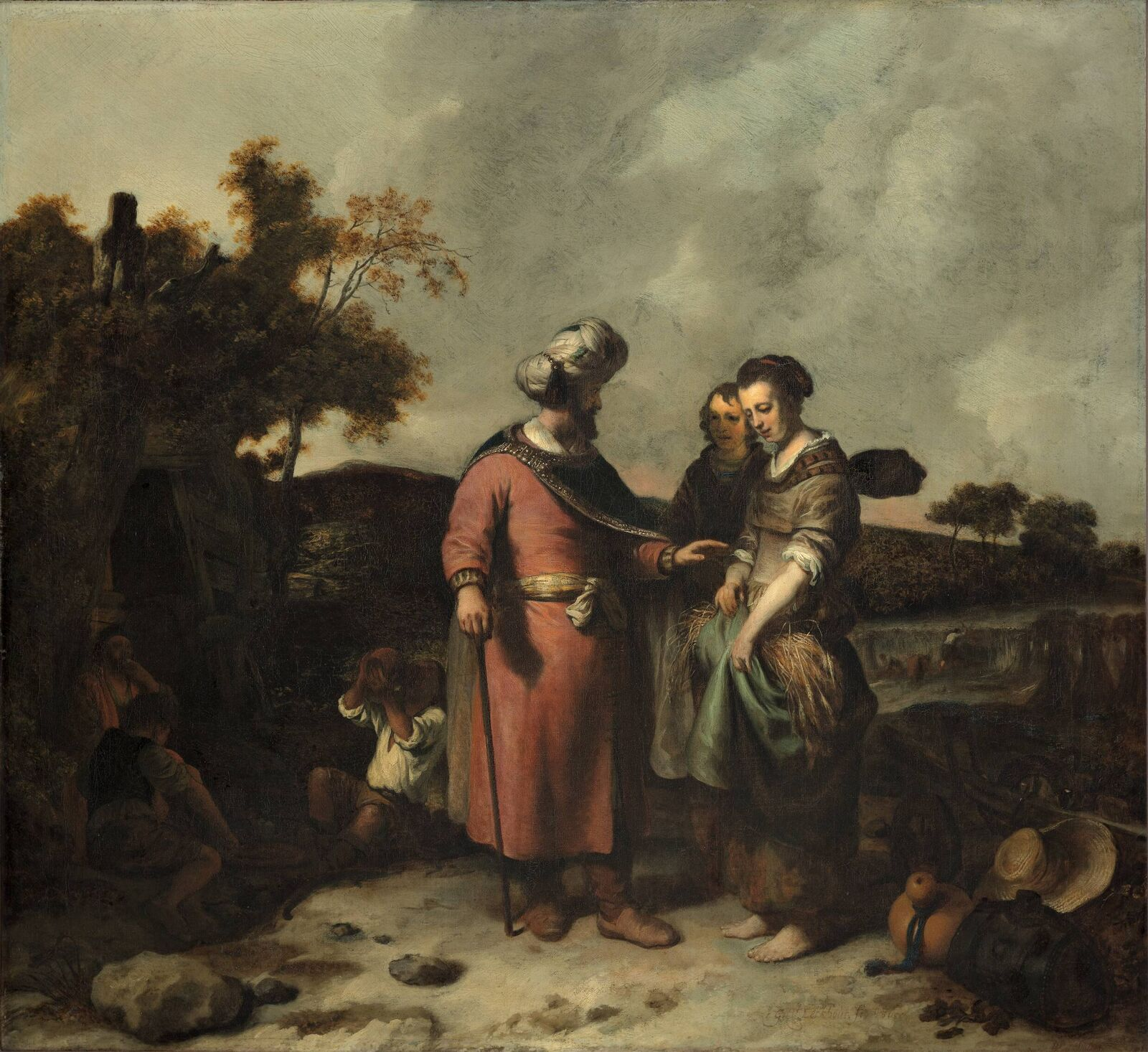
Вооз и Руфь. 1655. Холст, масло. Музей Бойманса—ван Бёнингена, Роттердам
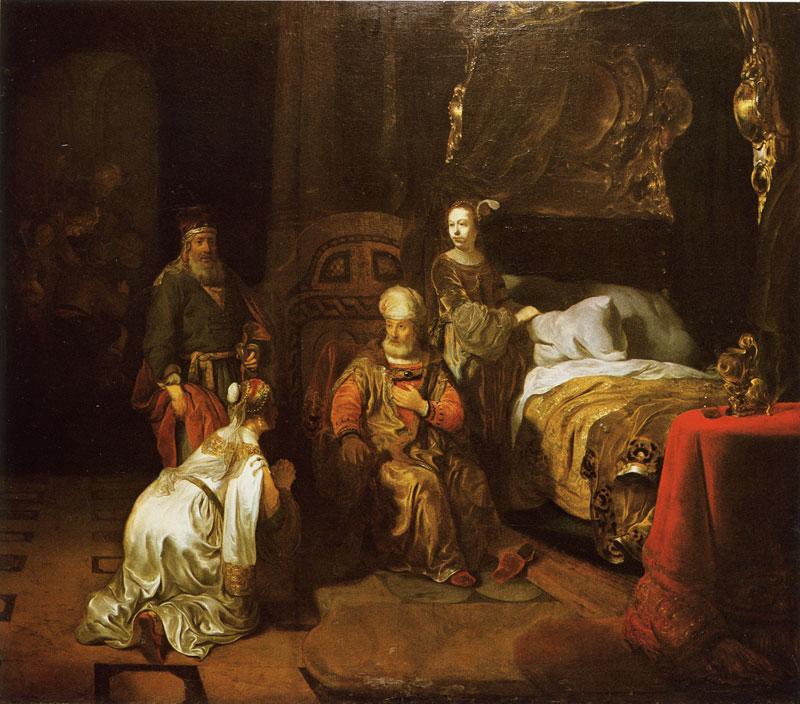
Давид обещает Вирсавии, что Соломон станет его преемником. 1646. Холст, масло. Народный дом, Прага
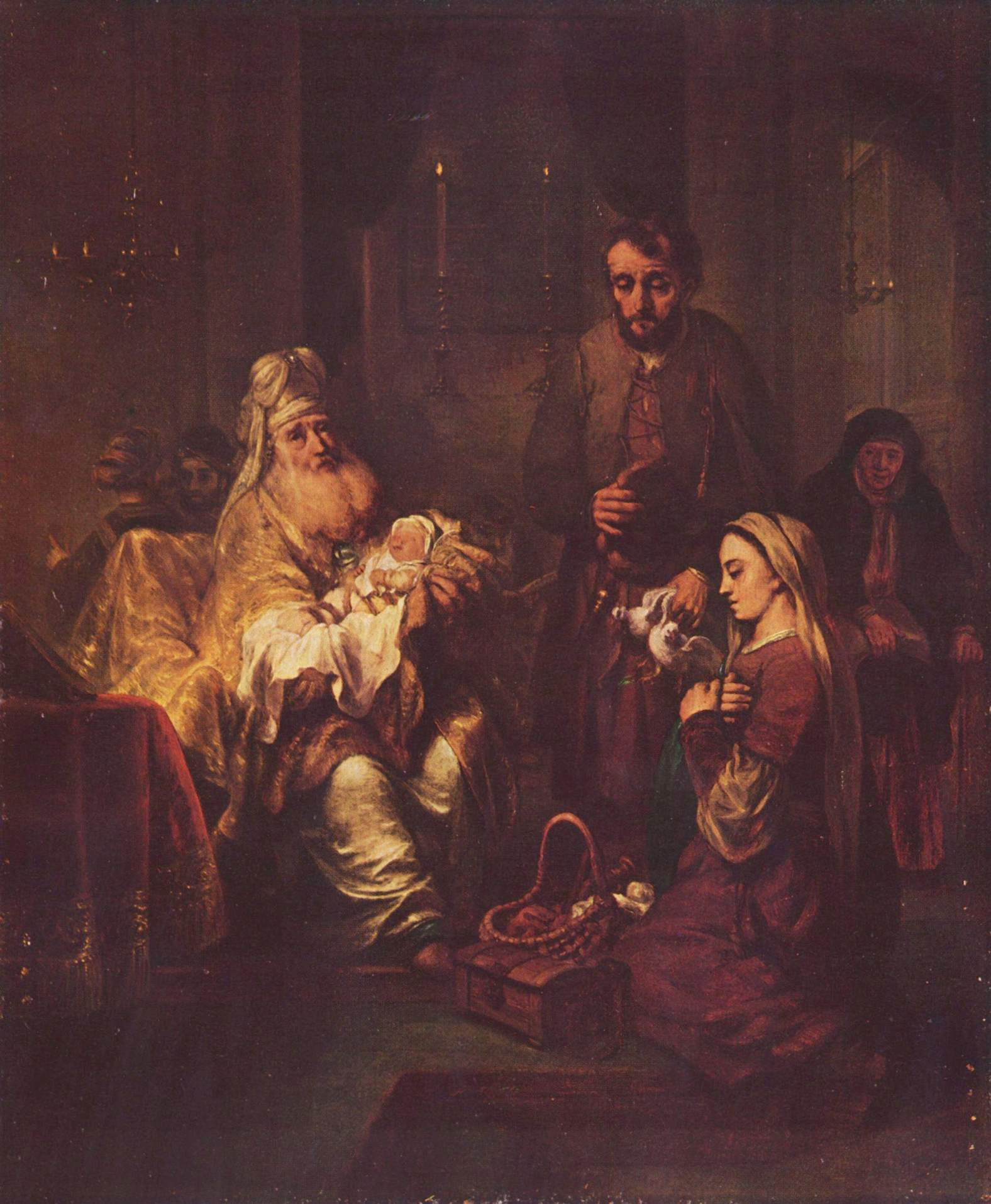
Представление младенца Иисуса в храме. 1671. Дерево, масло. Музей изобразительных искусств, Будапешт
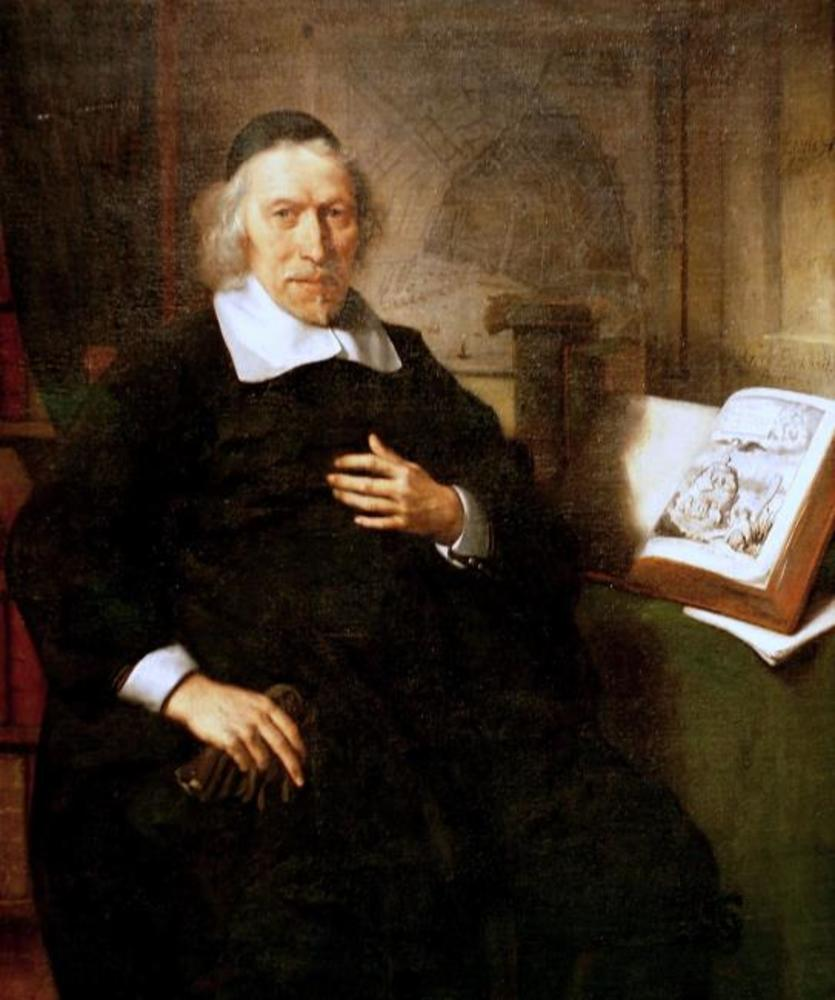
Портрет Исаака Коммелена. 1669. Холст, масло. Штеделевский художественный институт, Франкфурт-на-Майне
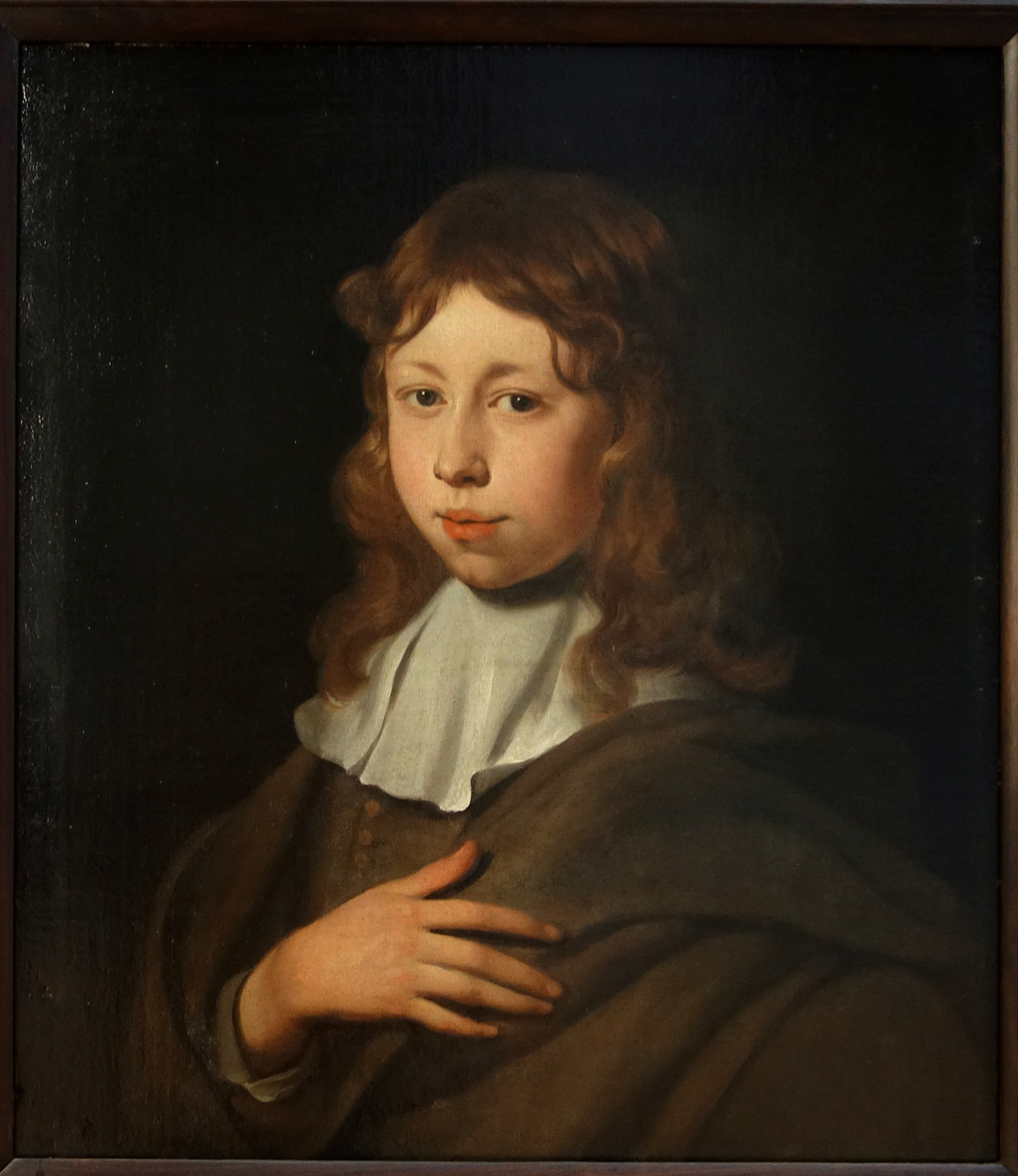
Портрет мальчика. 1653. Холст, масло. Дворец изящных искусств, Лилль

## Орнаментальные композиции

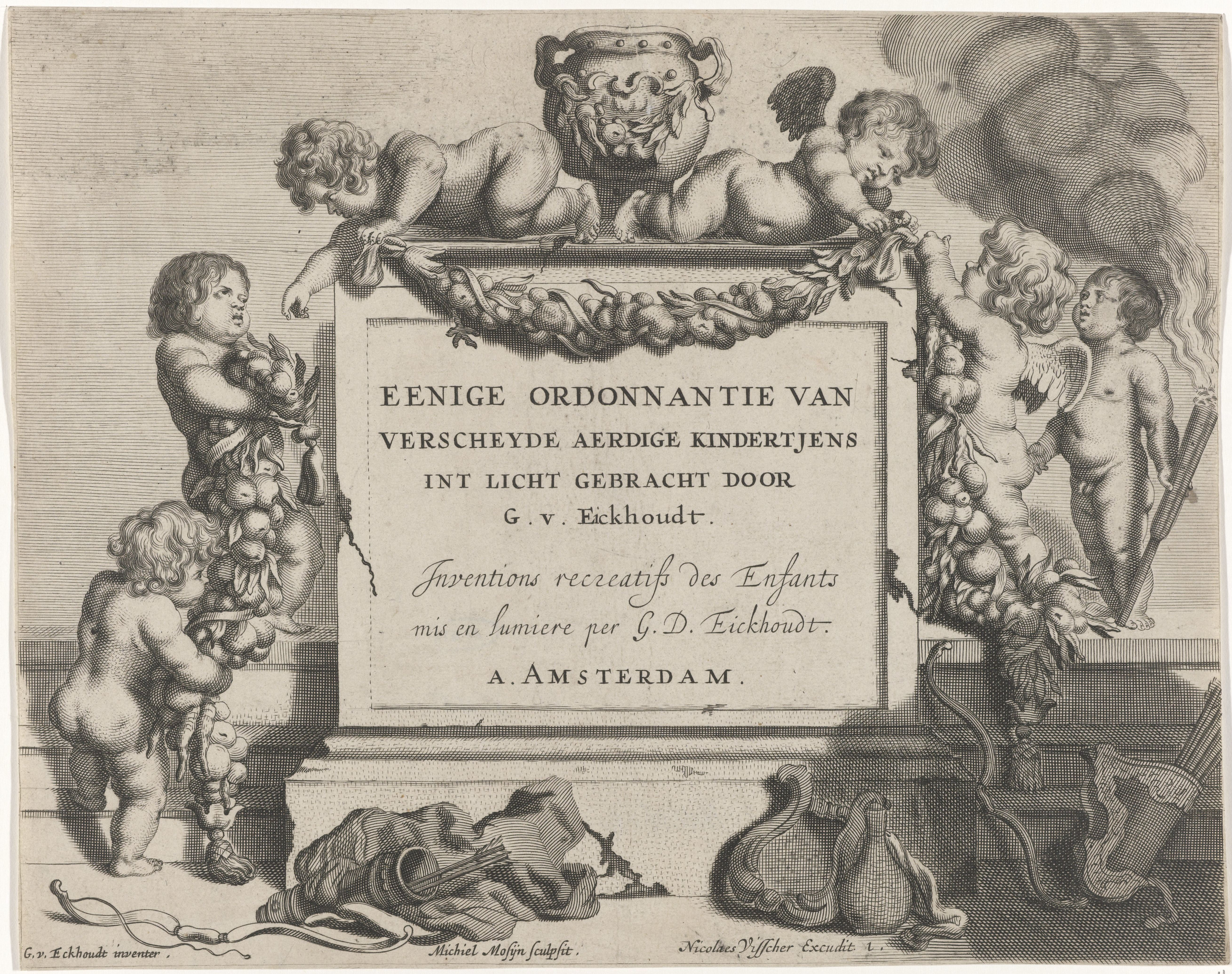
Путти украшают памятник гирляндами. Титульный лист серии гравюр «Некоторые указания о различных детях, раскрытые Г. В. Экхаутом». 1640—1655
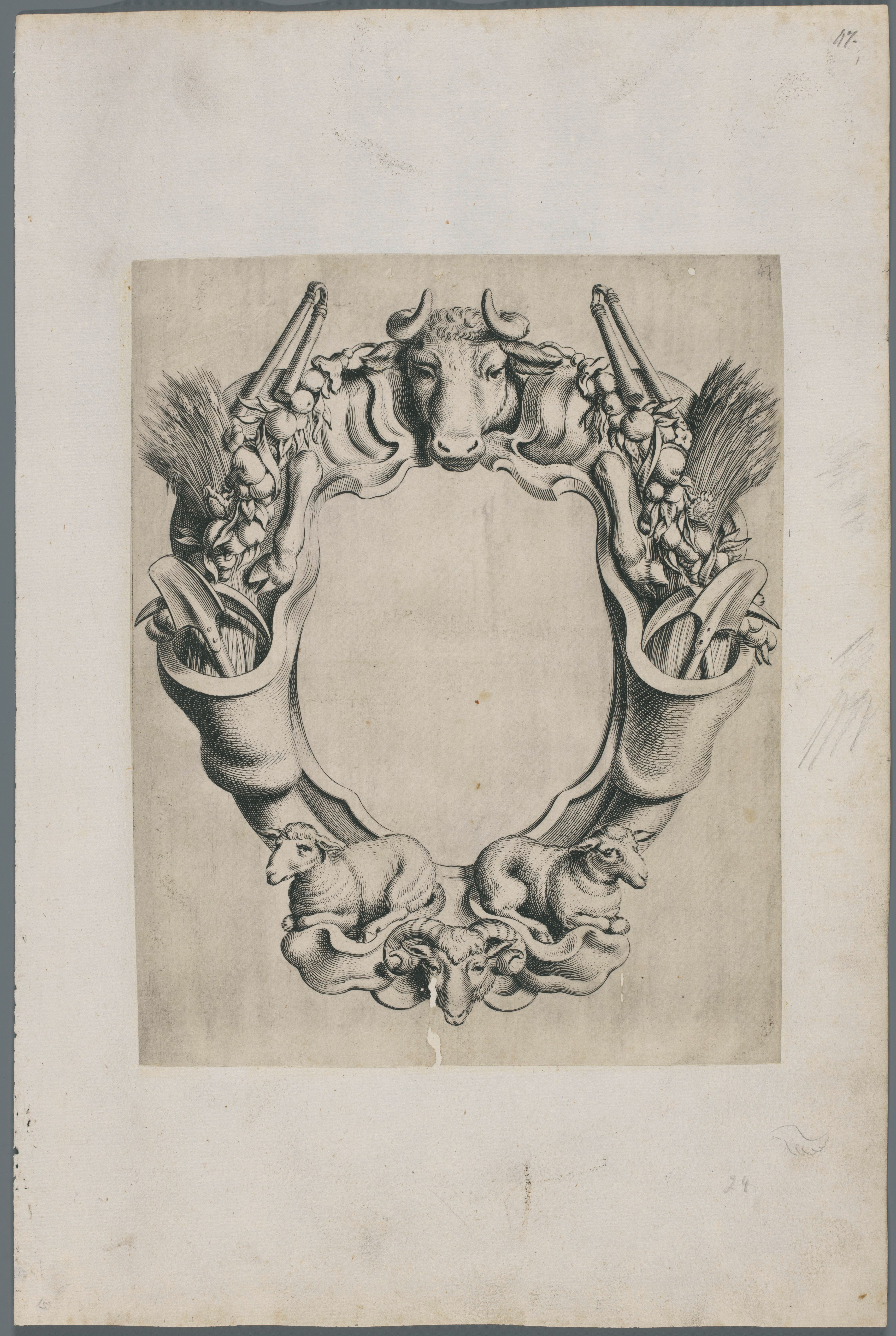
Картуш. Между 1631 и 1674. Офорт
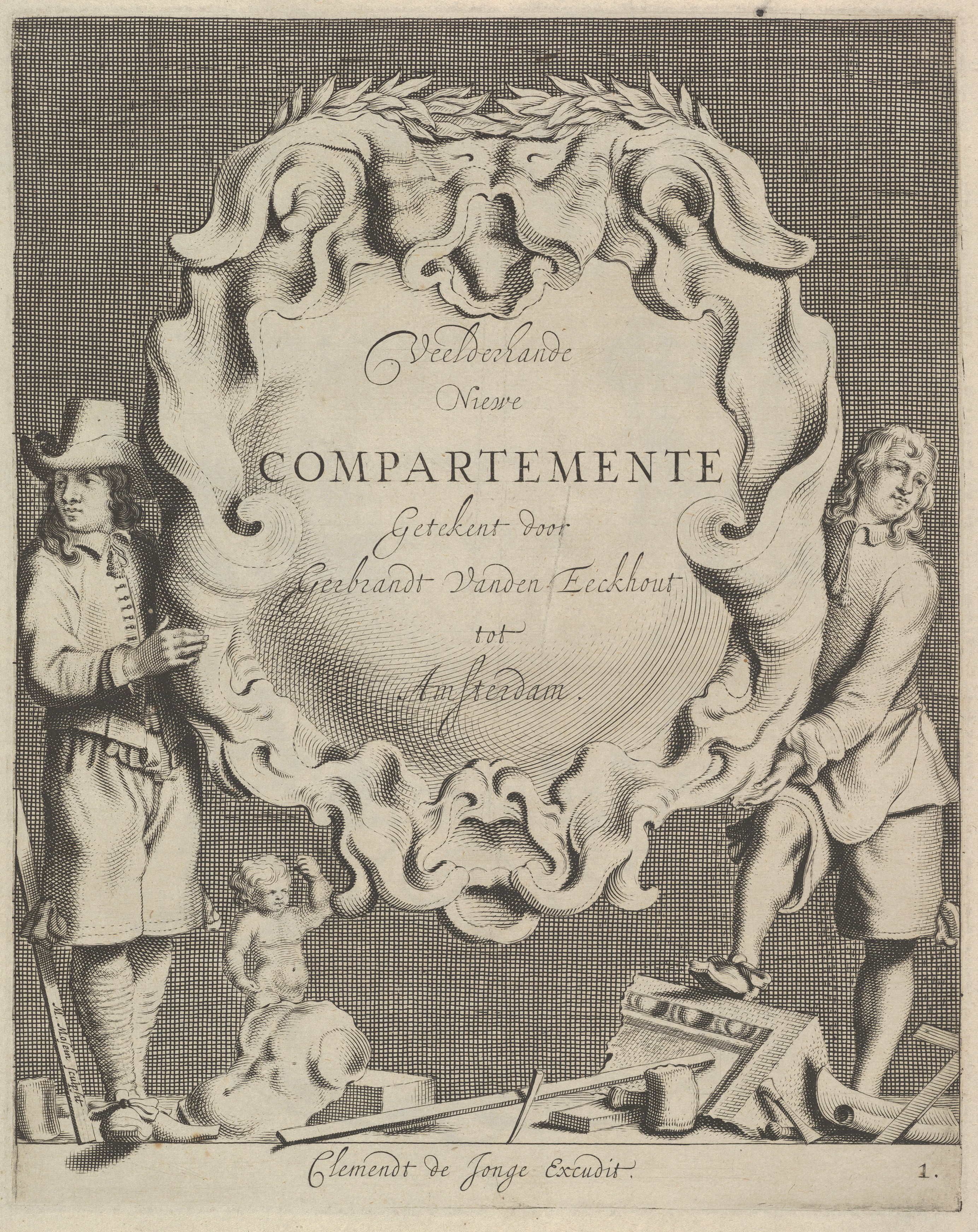
Титульный лист альбома гравюр «Различные новые добавления». 1650–1674. Офорт
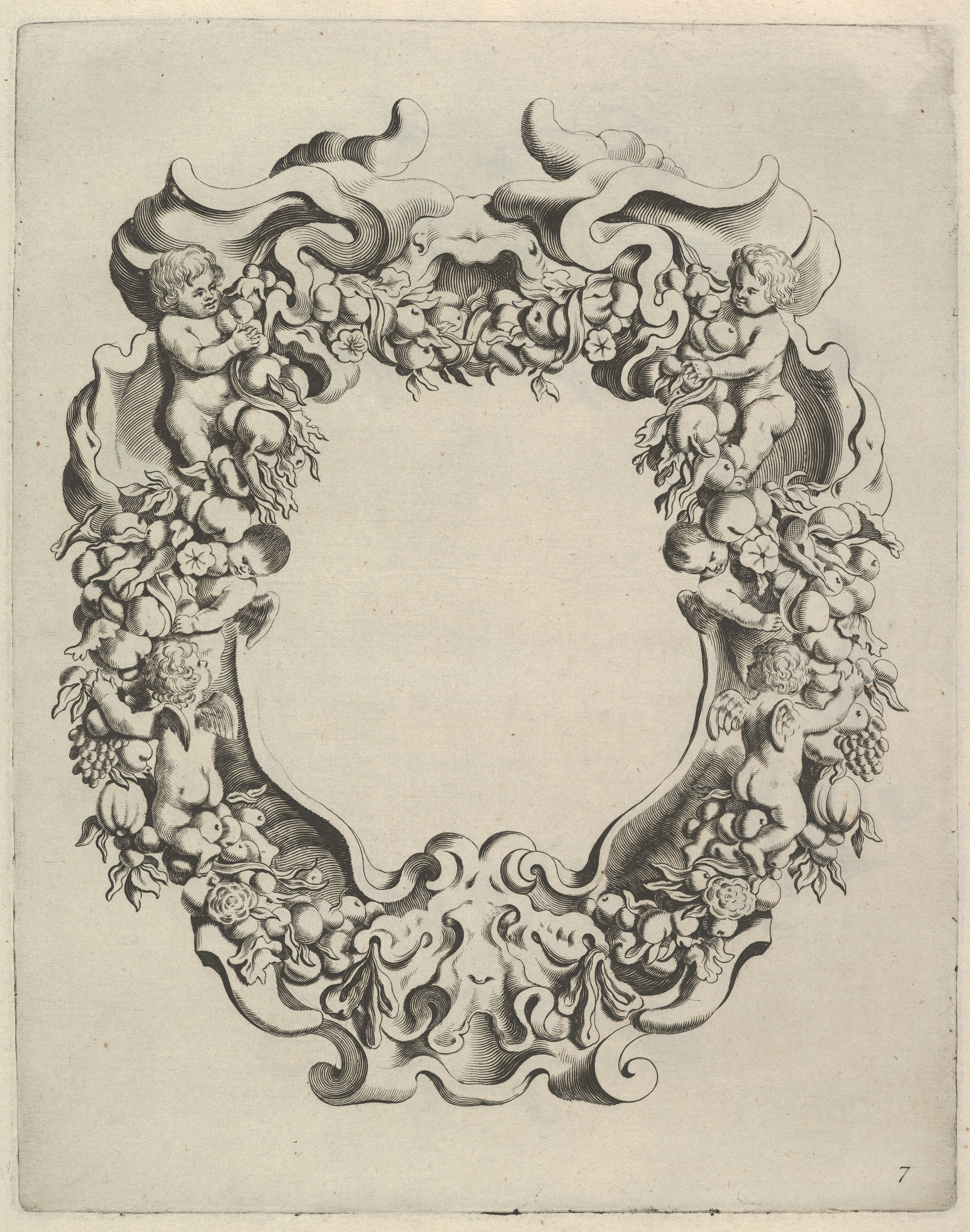
Заставка из серии «Различные новые добавления»
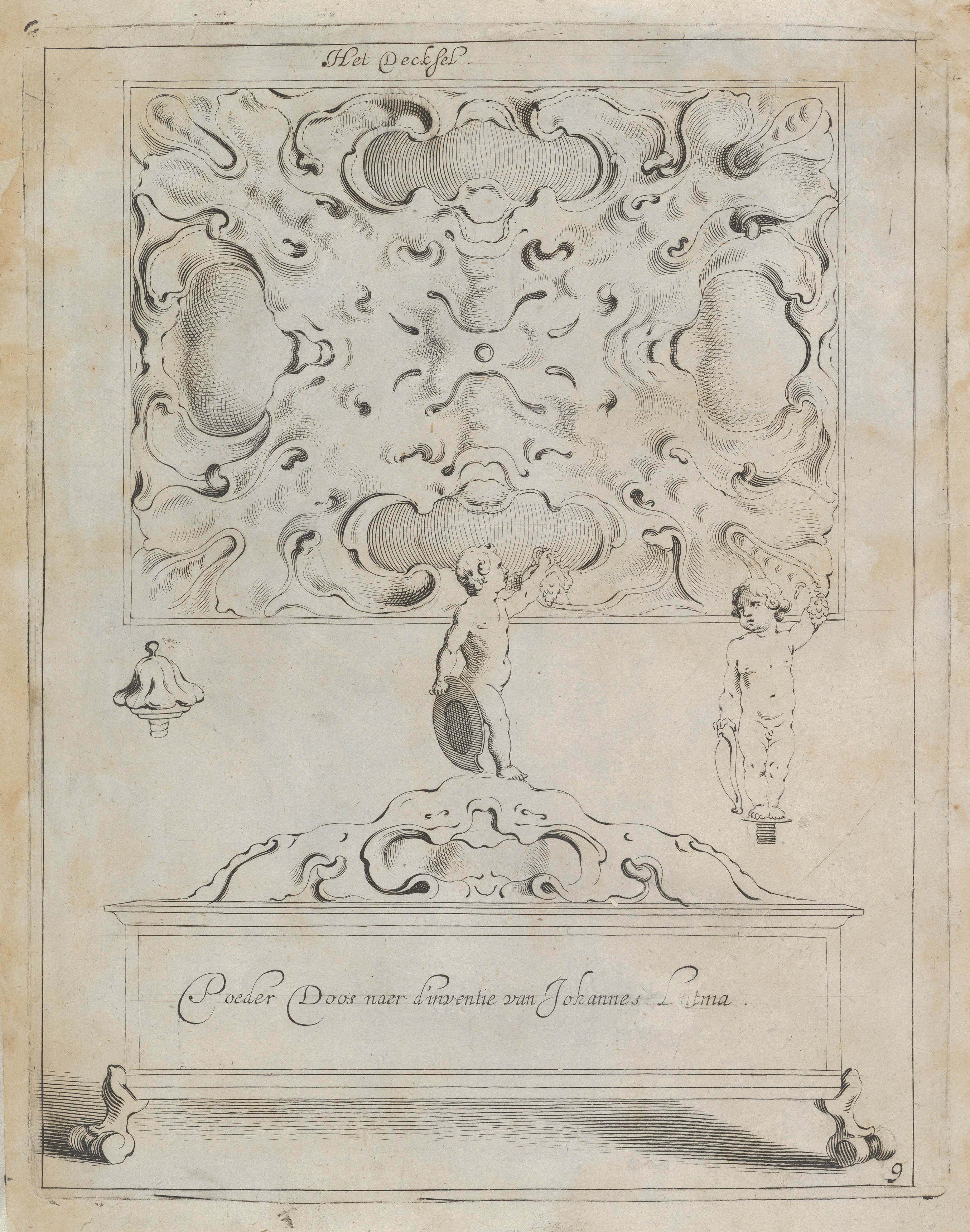
Орнамент-кнорпельверк
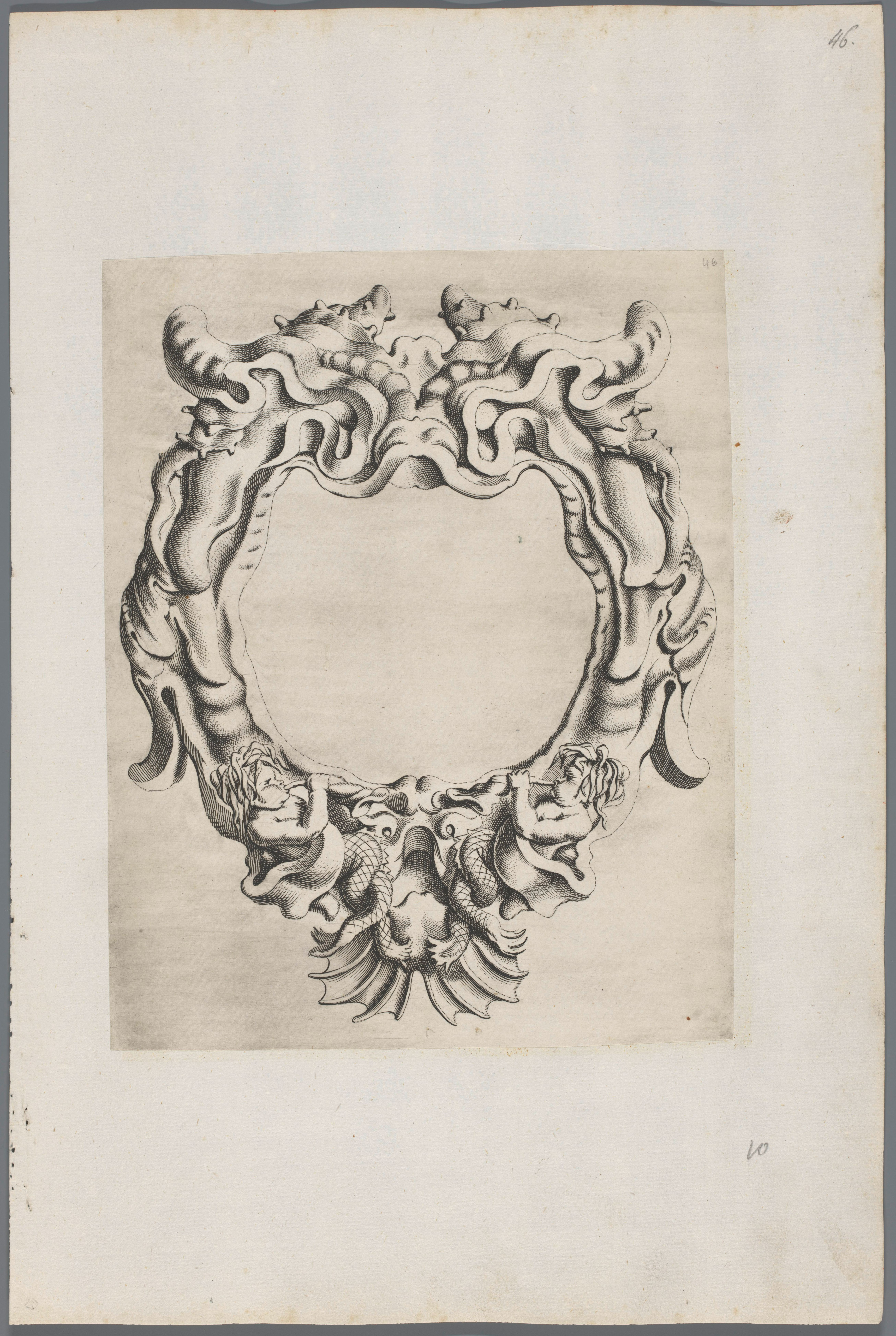
Рама. 1631 – 1674. Офорт
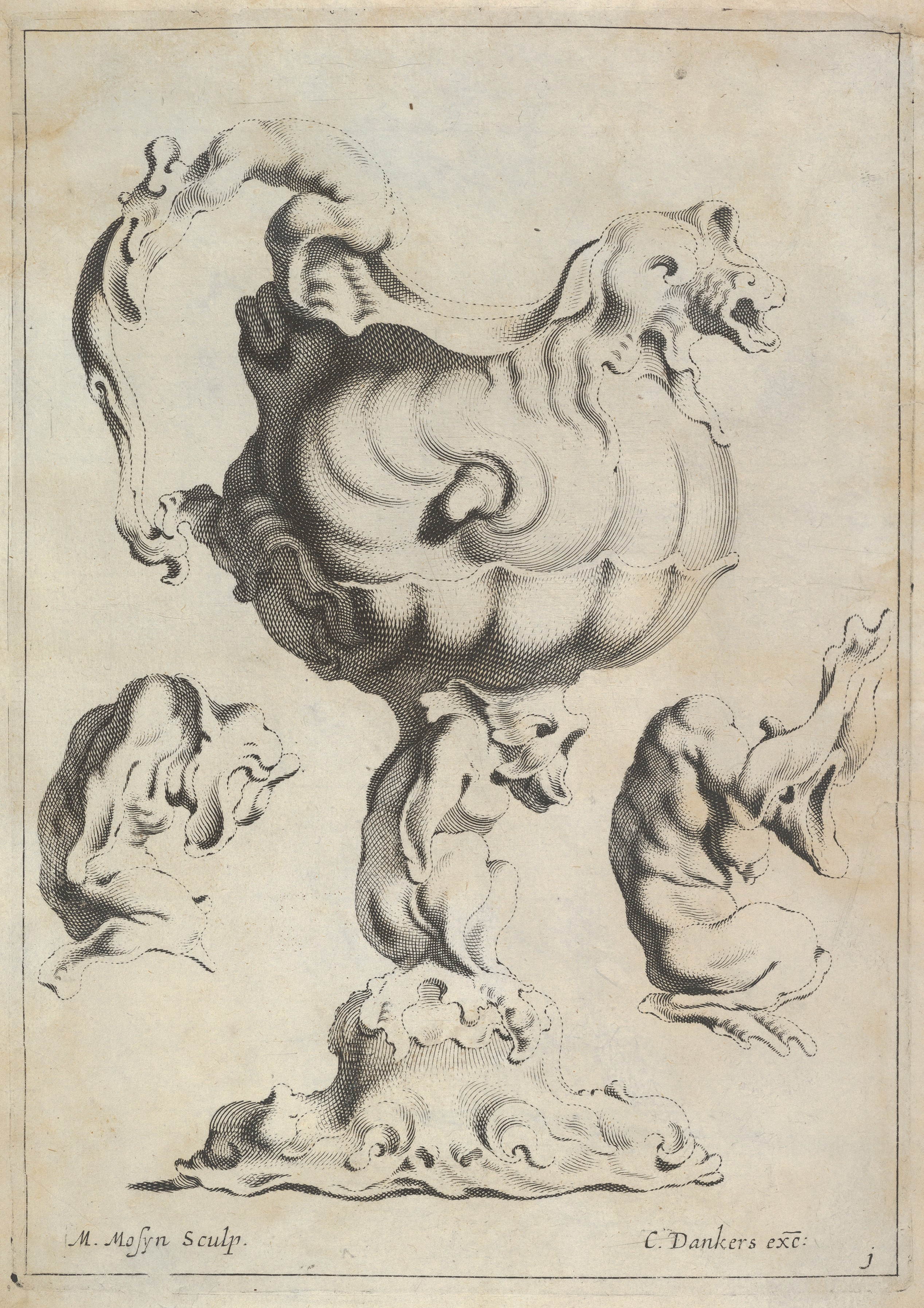
Кувшин в стиле «кнорпель». Офорт